# 華城FC
華城FC（ファソンFC、韓国語: 화성 FC、英語: Hwaseong Football Club）は、大韓民国の京畿道華城市をホームとするサッカークラブである。

## 歴史
2013年1月23日設立。同年から当時4部相当のチャレンジャースリーグに参戦。翌2014年には早くもK3チャレンジャースリーグで優勝し、さらに次の2015年には韓国FAカップベスト16進出を果たす。2019年にはK3リーグアドバンスト優勝とK3リーグクラブでは初となる韓国FAカップベスト4進出を成し遂げた。
2020年に新K3リーグが発足したが、大韓サッカー協会のK3クラブライセンス規定では独立した法人形態の下で運営が行われることが必須とされたため、華城市は財団法人の設立準備に着手し、2021年7月16日に財団法人華城FC創立総会および理事会を開催した。華城市はこれまで年間17億ウォンの支援金を提供してきたが、新たに設立された運営法人に対して2025年まで年間30億ウォンを支援する計画である。
2023年シーズン、K3リーグで優勝。翌2024年シーズンもK3リーグで2位となる。
2024年11月29日、韓国プロサッカー連盟の2024年度第5次理事会が開かれ、ホームタウンである華城市の人口規模、地方自治体の支援水準、本拠地である華城総合運動場の規格と設備などを検討した結果、クラブがKリーグに参加できる十分な条件を備えていると判断し、華城FCのKリーグ加入案件が可決された。2025年1月13日に行われた2025年定期代議員総会にて最終決定が行われ、Kリーグ2の14番目のクラブとして参入が確定した。
なお、Kリーグ入会に先立ち2024年11月22日にチャ・ドゥリと契約したことが華城市および華城FCからメディアに対して明かされ、Kリーグ2加入承認を受けた直後の12月24日に華城FCはチャ・ドゥリの監督就任を正式に発表した。この時点で彼はKFA P級ライセンスを所持していなかったが、大韓サッカー協会の規定では監督選任後2ヶ月以内に取得すればリーグの承認を受けることができるため、2025年シーズンのKリーグ2開幕日である2月22日には指揮が可能である。このことについて華城FC関係者は12月27日、「チャ・ドゥリは現在P級ライセンス講習を受講中であり、韓国プロサッカー連盟に問い合わせた結果、手続きに規定上問題なしという回答を得た」と韓国のスポーツメディアMHNスポーツに対して説明した。

## タイトル

### 国内タイトル
- K3チャレンジャースリーグ
  - 2014

- K3リーグアドバンスト
  - 2019

- K3リーグ
  - 2023

### 国際タイトル
- なし

## 歴代監督
- 金鍾夫（朝鮮語版） 2013-2015
- 金学喆（朝鮮語版） 2019-2021
- 姜喆（朝鮮語版） 2022-2023
- 朱承進（朝鮮語版） 2024-
- チャ・ドゥリ 2025-

## 歴代所属選手
- 高敬竣 2013
- 金東煜 2014-2015
- 趙佑鎮 2015-2016
- 韓敎元 2017
- カルリーニョス 2019, 2021-2022
- 金玄 2020
- 延濟民 2025-